# Ованес Арутюнян
Ованес Арутюнян (вірм. Հովհաննես Հարությունյան, нар. 25 травня 1999) — вірменський футболіст, півзахисник клубу «Арарат-Вірменія», який грає в оренді з російського клубу «Сочі», та національної збірної Вірменії. Дворазовий володар Суперкубка Вірменії. Триразовий чемпіон Вірменії.

## Клубна кар'єра
У професійному футболі Ованес Арутюнян дебютував 2016 року виступами за команду «Пюнік», в якій грав до 2017 року, взявши участь у 23 матчах чемпіонату. З 2018 до 2019 року футболіст грав у складі словацької команди «Земплін», після чого повернувся на батьківщину до клубу «Арарат-Вірменія», в якому в сезоні 2019—2020 років став чемпіоном Вірменії, а також володарем Суперкубка Вірменії.
У 2021 році Арутюнян знову став гравцем клубу «Пюнік», у складі виступав до 2024 року, та в сезоні 2021—2022 років удруге за кар'єру став чемпіоном країни. У 2024 році футболіст уклав контракт із російським клубом «Сочі», проте залишився в оренді в «Пюніку», та в сезоні 2023—2024 років утретє в кар'єрі здобув титул чемпіона Вірменії. З другої половини 2024 року Арутюнян грає в оренді в клубі «Арарат-Вірменія», в якому в 2024 році вдруге став володарем Суперкубка Вірменії.

## Виступи за збірні
У 2014 році Ованес Арутюнян дебютував у складі юнацької збірної Вірменії, загалом на юнацькому рівні взяв участь у 12 іграх, відзначившись одним забитим голом.
Протягом 2017—2020 років Арутюнян грав у складі молодіжної збірної Вірменії. На молодіжному рівні футболіст зіграв у 9 офіційних матчах, забив 1 гол.
У 2022 році Ованес Арутюнян дебютував в офіційних матчах у складі національної збірної Вірменії. Станом на травень 2025 року зіграв у складі національної збірної 15 матчів, у яких забитими голами не відзначився.

## Титули і досягнення
- Володар Суперкубка Вірменії (2):

«Арарат-Вірменія»: 2019, 2024
- Чемпіон Вірменії (3):

«Арарат-Вірменія»: 2019–2020
«Пюнік»: 2021–2022, 2023–2024